# エドワード・ジュニア・ウィルソン
エドワード・ジュニア・ウィルソン（Edward Junior Wilson、1984年9月22日 - ）は、リベリアの元サッカー選手。元リベリア代表。現役時代のポジションはFW。

## タイトル

### クラブ
セメン・パダンFC
- インドネシア・プレミアリーグ: 2011-12
- インドネシア・コミュニティシールド: 2013

### 個人
- リーガ・インドネシア・プレミアディヴィジョン得点王: 2009-10